# 謝羅德·布朗
謝羅德·坎貝爾·布朗（英語：Sherrod Campbell Brown；1952年11月9日—），是一位美國民主黨政治人物，自2007年成為俄亥俄州聯邦參議院議員。此前他曾是美國眾議院1993年至2007年期間俄亥俄州第十三國會選區代表議員、第47任俄亥俄州州務卿（1983年－1991年任職）及俄亥俄州眾議院1975年至1982年期間第六十一選區議員代表議員。
布朗在2006年俄亥俄州美國參議院議員選舉中勝過兩屆共和黨籍州聯邦參議院議員麥克·迪懷恩而獲得議席，也在2012年擊敗共和黨挑戰者、擔任俄亥俄州司庫的喬什·曼德爾連任。在參議院裡，他是飢餓問題、營養和家庭農場農業小組委員會和經濟政策銀行小組委員會的主席；也是
財政委員會、退伍軍人事務委員會和道德委員會的成員。2015年1月開始，布朗擔任銀行、住房和城市事務委員會的民主黨副主席。

## 延伸閱讀
- Background and collected news at The Washington Post
- 美國國會國家人物傳記大辭典中的傳記
- 由華盛頓郵報維護的投票記錄
- 智慧投票计划中的傳記、投票紀錄及利益集團評級
- Congressional profile at GovTrack
- Congressional profile at OpenCongress
- Issue positions and quotes at On the Issues
- Financial information at OpenSecrets.org
- 聯邦選舉委員會中的競選財務報告和數據
- Appearances on C-SPAN programs
- 查理·羅斯訪談錄上的出場
- 網路電影資料庫上的亮相頁面
- Works by or about 謝羅德·布朗 in libraries (WorldCat catalog)
- Profile at Ballotpedia

## 外部連結
- 謝羅德·布朗（页面存档备份，存于）參議院官方網站
- 謝羅德·布朗參議員競選網站（页面存档备份，存于）
- Sen. Sherrod Brown's Blog（页面存档备份，存于）在赫芬顿邮报
- 中的“謝羅德·布朗”
- C-SPAN內的頁面（英文）

| 官衔                         | 官衔                                                                                        | 官衔                   |
| ---------------------------- | ------------------------------------------------------------------------------------------- | ---------------------- |
| 前任者： 安東尼奧·切萊布雷澤 | 俄亥俄州州務卿 1983年－1991年                                                               | 繼任者： 鮑伯·塔夫脫   |
| 美国众议院                   |                                                                                             |                        |
| 前任者： 唐·皮斯             | 俄亥俄州第十三國會選區 眾議院議員 1993年－2007年                                            | 繼任者： 貝蒂·薩頓     |
| 政党职务                     |                                                                                             |                        |
| 前任者： 特德·塞萊斯特       | 美國參議員俄亥俄州民主黨被提名人 （第1類） 2006年、2012年、2018年、2024年                   | 最新的                 |
| 美国参议院                   |                                                                                             |                        |
| 前任者： 麥克·迪懷恩         | 俄亥俄州第1類參議員 2007年－2025年 與喬治·沃伊諾維奇、罗伯·波特曼、詹姆斯·大衛·凡斯同時在任 | 繼任者： 伯尼·莫雷诺   |
| 前任者： 克里斯·史密斯       | 國會中國委員會主席 2013年–2015年                                                            | 繼任者： 克里斯·史密斯 |
| 前任者： 麥克·柯瑞柏         | 參議院銀行委員會高阶委员 2015年-2021年                                                      | 繼任者： 麥克·柯瑞柏   |
| 新頭銜                       | 养老金联合委员会副主席 2018年–2019年                                                        | 职位废除               |
| 前任者： 麥克·柯瑞柏         | 參議院銀行委員會主席 2021年-2025年                                                          | 繼任者： 蒂姆·斯科特   |